# سميلجان
سميلجان أو سميليان هي قرية في المنطقة الجبلية لمنطقة ليكا في كرواتيا. تقع سميلجان 7 كليومتر إلى غرب جوسبيك, و 15 كيلومتر من الطريق السريع زغرب-سبليت، يقطن فيها مايقارب 446 نسمة (2001). سميلجان هي مسقط رأس نيكولا تيسلا الذي ولد فيها يوم 10 تموز 1856 (في ذلك الوقت كانت المنطقة سيطرة الإمبراطورية النمساوية الهنغارية.
وحتى اليوم، المنزل الذي ولد فيه تيسلا، والكنيسة الأرثودكسية الصربية ومايحيط بهما، يشكلون مجمّع بالإضافة لوجود معارض متنوعة تضم اختراعات تيسلا ،ومتحف يمكن التعرف على تفاصيل حياة تيسلا من خلال زيارته. كما ويوجد قاعة مؤتمرات في هذه المنطقة.

## أعلام
- نيكولا تسلا